# Персидская литература

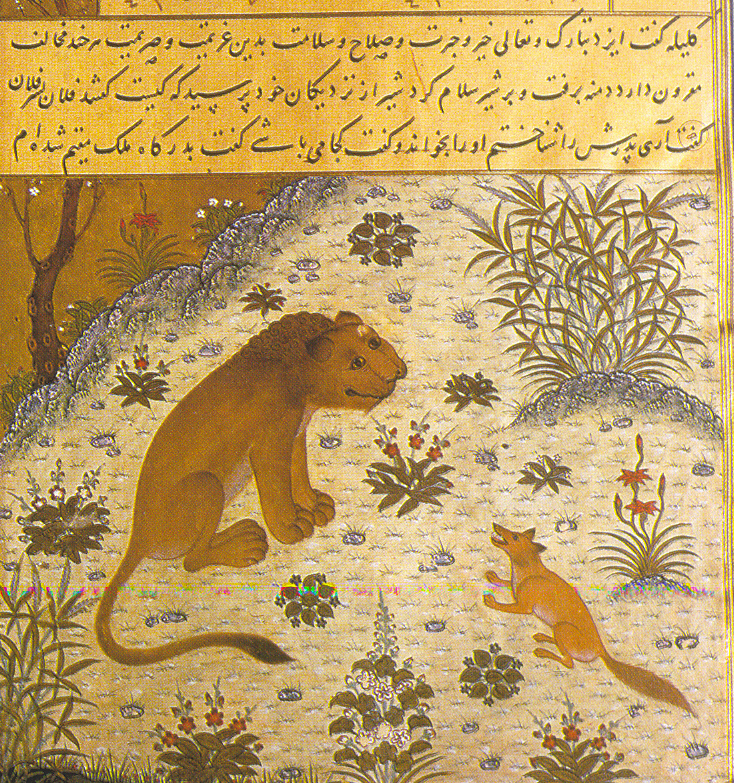
Калила и Димна — персидский манускрипт, 1529 г., Герат

Перси́дская литерату́ра (перс. ادبیات فارسی‎ adabiyāt-i fārsi) — совокупность письменных произведений на персидском языке, которая развивалась в течение последних двух с половиной тысяч лет, хотя большая её часть, относящаяся к до-исламскому периоду, была утрачена. Истоки персидской литературы — в литературе древней Персии, территория которой охватывает территорию современного Ирана, а также районы Центральной Азии, где персидский язык исторически являлся национальным языком. Так, персидский поэт Джалаладдин Руми — один из любимейших поэтов Персии, родился в Балхе, или в Вахше (находятся на территории современного Афганистана), писал на персидском языке и жил в Конье, которая в то время была столицей Сельджукского султаната. Газневиды завоевали большие территории в Центральной и Южной Азии и переняли персидский язык, который стал их придворным языком. По этой причине существует персидская литература из Ирана, Азербайджана, Таджикистана, Афганистана и других частей Центральной Азии и Закавказья. Не вся персидская литература написана на персидском языке. Как считают отдельные авторы, среди произведений персидской литературы есть произведения, написанные этническими персами на других языках, таких как греческий и арабский языки.
Персидская литература считается одной из великих литератур человечества. Корни персидской литературы в сохранившихся до наших дней произведениях, написанных на среднеперсидском и древнеперсидском. Произведения, написанные на древнеперсидском, датируются 522 г. до н. э. (год, которым датируется бехистунская надпись — наиболее ранняя сохранившаяся надпись Ахеменидского периода). Основная часть произведений персидской литературы, которые сохранились до наших дней, были созданы в период, следующий за исламским завоеванием Персии около 650 г. н. э. После прихода к власти Аббасидов в 750 г. персы стали писцами и бюрократами Исламской империи и в большей мере писателями и поэтами. Новая персидская литература возникла и расцвела в Хорасане и Трансоксиане, так как по политическим причинам такие иранские династии, как Тахириды и Саманиды, находились в Хорасане.
Персы писали как на персидском, так и на арабском языках, однако персидский доминировал в литературных кругах более позднего времени. Персидские поэты, такие как Фирдоуси, Саади, Хафиз Ширази, Низами, Джами, Руми и Омар Хайям, хорошо известны во всем мире и оказали влияние на литературу многих стран.

## Классическая персидская литература

### Доисламская персидская литература
До наших дней сохранилось только несколько литературных произведений Ахеменидской Персии, что было обусловлено разрушением библиотеки в Персеполисе. Большинство из того, что сохранилось, составляют надписи Ахеменидских царей, особенно Дария I (522—486 гг. до н. э.) и его сына Ксеркса. Много зороастрийских текстов было уничтожено в период исламского завоевания Персии в VII в. Парсам, которые бежали в Индию, тем не менее, удалось взять с собой некоторые из книг Зороастрийского канона, включая несколько книг Авесты и древних комментариев (Зенд). Согласно И. С. Брагинскому, единственный памятник письменности древней литературы Ирана представлен священной книгой зороастризма Авестой. Памятник написан на авестийском языке — одном из языков Древнего Ирана и содержит литературно-художественные элементы. Литература Раннего Средневековья создавалась в различных жанрах и на разных языках: на среднеперсидском, пехлевийском (парфянском), согдийском и других среднеиранских языках. Также сохранились некоторые труды по географии и путешествиям эпохи Сасанидов, хотя и в переводе на арабский язык.
Самые ранние литературные образы на пехлевийском языке, так называемые «Пехлевийские псалтири», относятся к IV или V веку, сохранились в манускриптах VI—VII веков.
Ни одного текста, посвященного литературной критике, не сохранилось с доисламского периода. Тем не менее некоторые эссе на языке пехлеви, такие как «Основы написания книг» и Панчатантра, считаются литературной критикой (Зарринкауб, 1959 г.).
Некоторые исследователи цитируют Шубийе в подтверждение того, что в доисламский период у персов существовали труды по ораторскому искусству, такие как Карванд. Однако до наших дней такие книги не сохранились. Вместе с тем есть несколько показателей, что среди персидской элиты были такие, кто был знаком с греческой риторикой и литературной критикой.
Сравнительная бедность среднеперсидской литературы, возможно, отчасти объясняется сложностью сасанидского письма, которое было вполне понятно в основном профессиональным писцам.

### Средневековая персидская литература

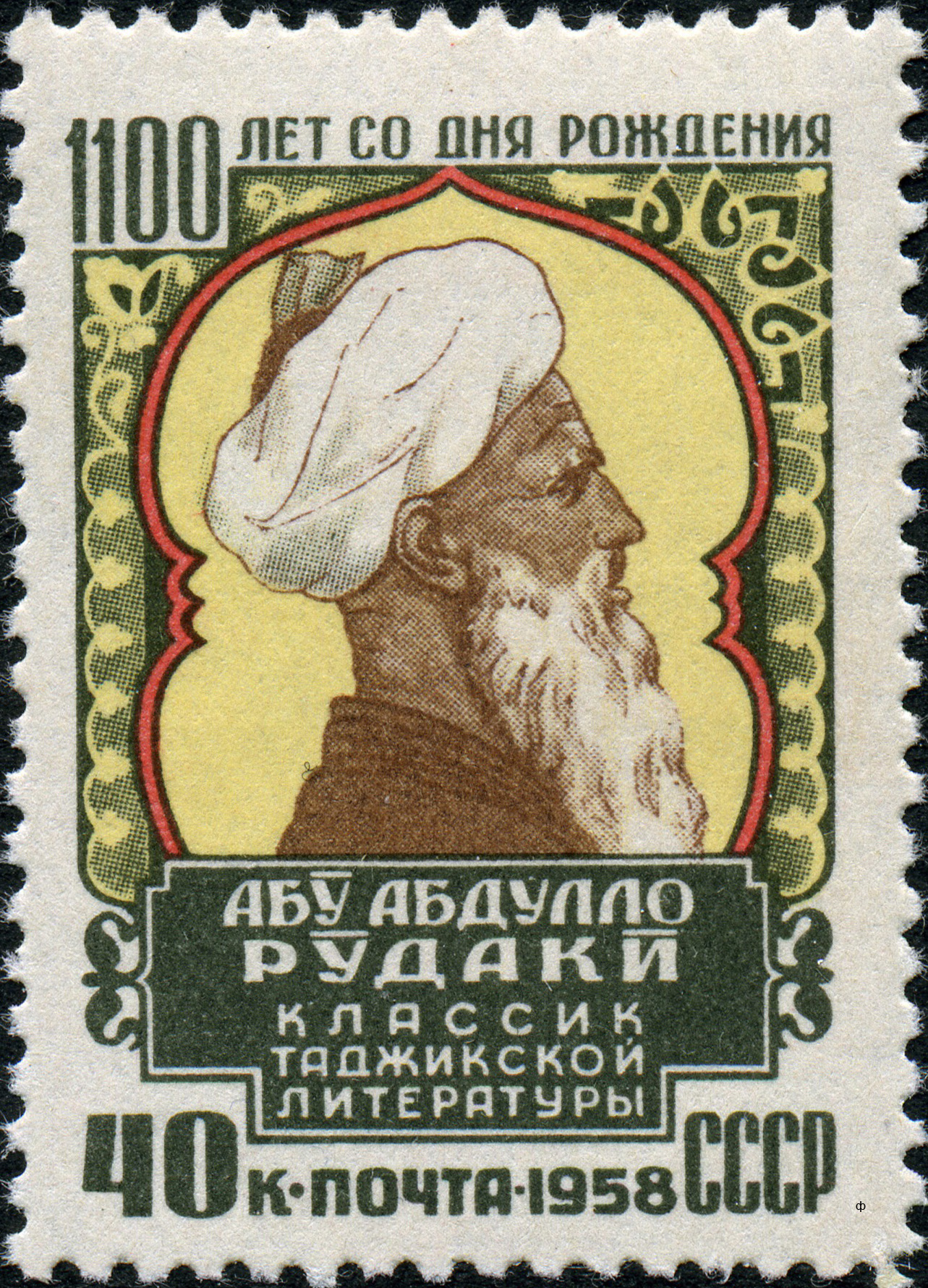
Рудаки
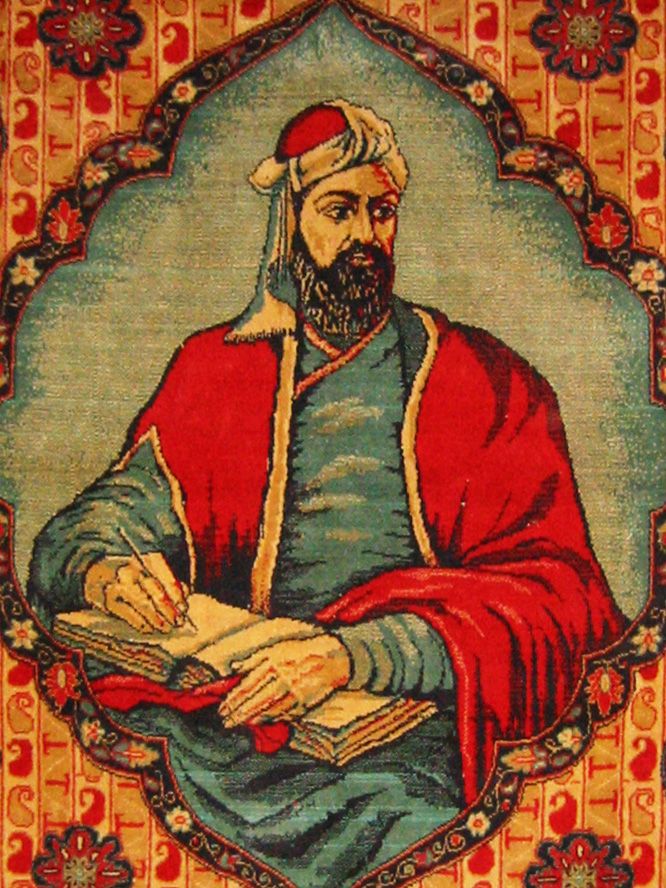
Низами
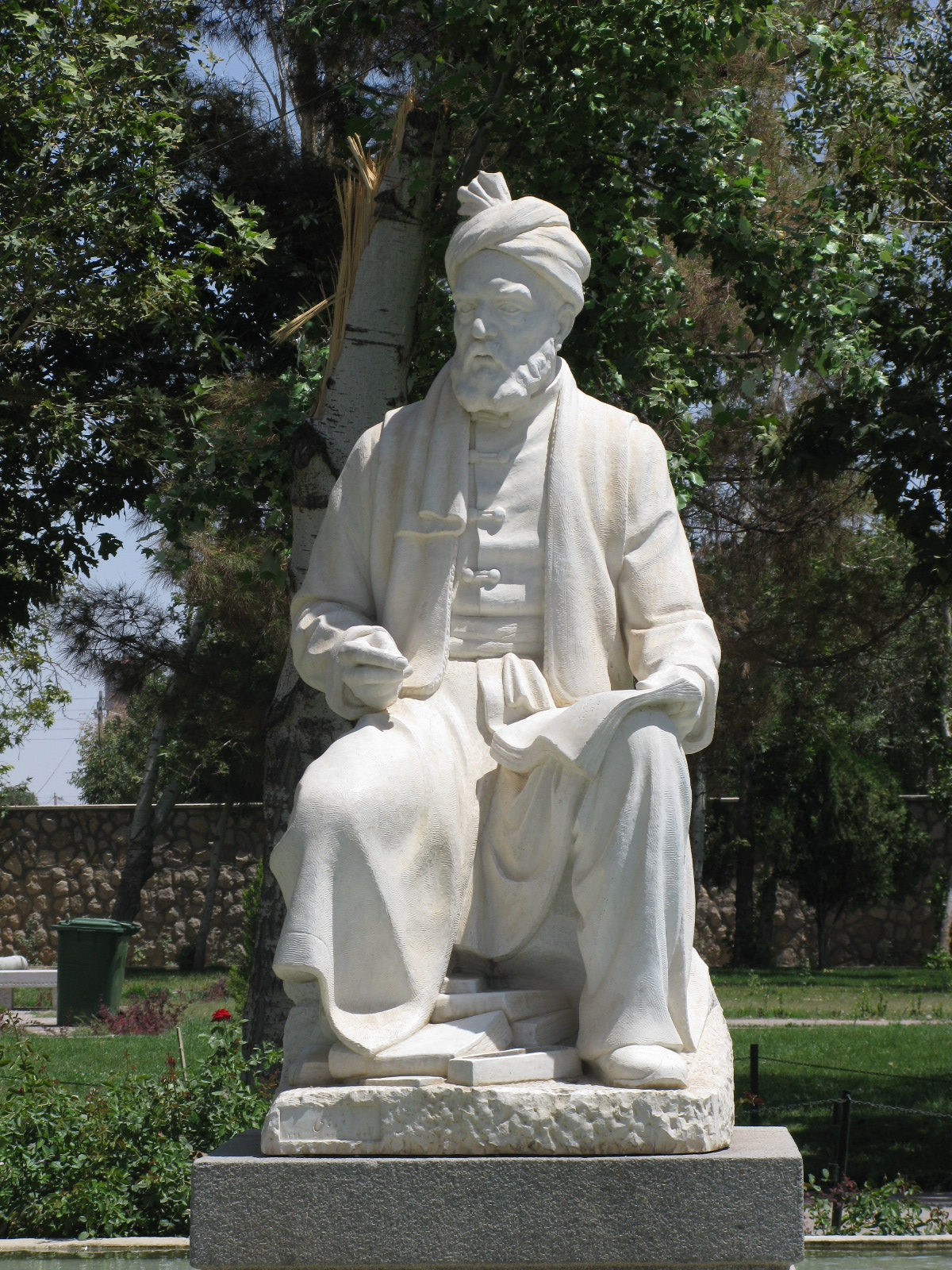
Фирдоуси
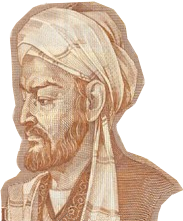
Ибн Сина
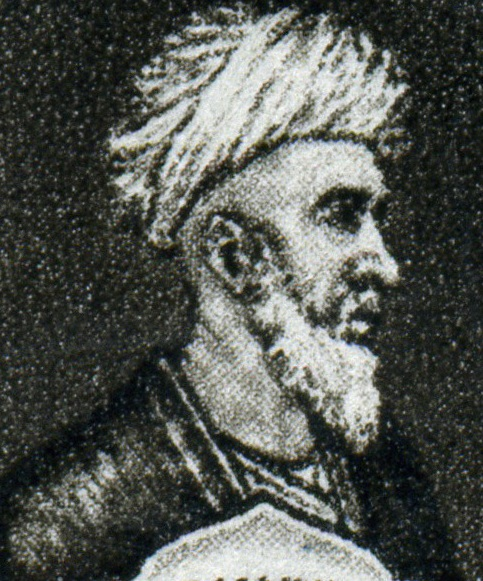
Саади
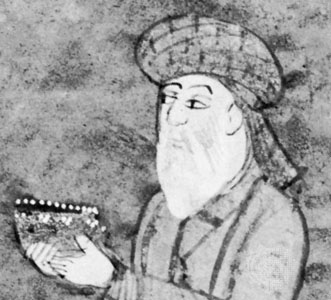
Хафиз
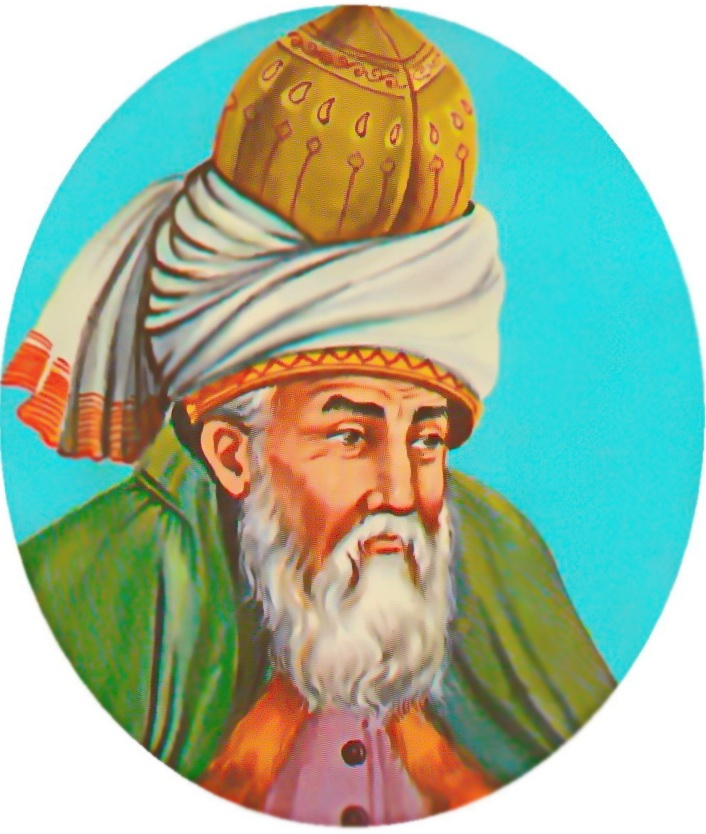
Руми
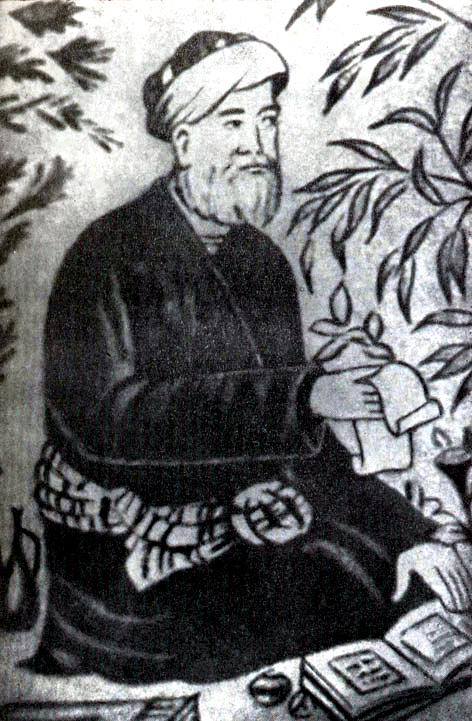
Джами

В период начальной исламизации Ирана при Омейядах и ранних Аббасидах, персидский язык вскоре стал литературным языком для всех территории Центральной Азии. Возрождение языка в его новой форме часто связывают с творчеством Фирдоуси, Унсури, Дакики, Рудаки и их поколения, так как они использовали до-исламский национализм, как проводник для возрождения языка и традиций древней Персии.
В частности, Фирдоуси пишет в поэме Шахнаме:

بسی رنج بردم در این سال سی

عجم زنده کردم بدین پارسی

Тридцать лет я терпел боль и борьбу,

но разбудил «немых» и парсов.

#### Поэзия
Различие между поэзией и прозой всегда было вполне осознаваемым в персидской литературе, при этом почётное место занимала поэзия. Она чётко разнилась от прозы не только рифмой и ритмом, но также и искусной игрой между явным значением (или значениями) слов и их подспудными смысловыми нюансами.
Склонность персов к изложению в стихах выражений и оборотов речи, употребляющихся в повседневной жизни, настолько сильна, что можно столкнуться с поэзией почти во всех произведениях классической литературы, научных трудах и трудах по метафизике. Способность излагать мысли в стихотворной форме была необходимым условием для любого учёного и грамотного человека. Например, почти половина медицинских трудов Авиценны написана в поэтической форме.
Произведения раннего этапа персидской поэзии характеризуются сильной поддержкой двора, экстравагантностью панегириков и возвышенностью стиля. Традиция царского покровительства, вероятно, началась при Сасанидах, продолжалась при Абасидах и Саманидах и существовала при дворах правителей всех персидских династий. Касыда была наиболее излюбленной формой панегирика, хотя рубаи таких поэтов, как Омар Хайям, также были очень популярны.
В то время как отдельные исследователи в персидской поэзии вслед за Е. Э. Бертельсом, который прежде всего подчеркивал этнический и региональный вклад, различают центрально-азиатскую, закавказскую, персидскую и индийскую классические литературные школы, историки персидской литературы из Европы, США и других стран мира территориально различают хорасанскую, азербайджанскую, иракскую и индийскую школы персидской поэзии, что отражает в большей степени хронологическое разграничение, чем какое-то иное. Традиционно в персидской классической поэзии различаются три основных литературных стиля: хорасанский, иракский и индийский, которые «следуют непрерывно один за другим» во времени. В каждом из этих стилей, обусловленных географически, отдельные авторы выделяют отдельные «литературные школы», которые скорее отражают региональные или групповые отличительные особенности, характерные для различных персидских провинций и городов. Так, иногда различают азербайджанскую или иначе тебризскую или иначе ширванскую школу персидской поэзии.

##### Хорасанский стиль
Хорасанский стиль, или хорасанская школа, в персидской поэзии, последователи которой в основном имели отношение к Большому Хорасану, характеризуется горделивой манерой выражения мыслей, величавой интонацией и сравнительно более грамотным языком. Главными представителями лирики этого стиля являются Асджади, Фаррухи Систани, Унсури и Манучехри. Мастера панегириков, такие как Рудаки, были известны своей любовью к природе, а также тем, что их поэзия изобилует запоминающимися описаниями.
Двор при разных правителях и система покровительства способствовали эпическому стилю поэзии, высшим достижением которого стала поэма Фирдоуси «Шахнаме». Прославляя историческое прошлое в героических и возвышенных стихах, Фирдоуси и другие поэты, значительными среди которых являются Абу-Мансур Дакики и Асади Туси, представляли так называемых аджам (عجم) («немых», «молчаливых») — неарабское население Южной Персии (согласно Encyclopædia Iranica словом «аджам» в Исламской империи арабы в частности в основном называли в основном персов
), в качестве источника гордости и вдохновения, которые помогали сохранить чувство этнической идентичности персов в течение веков. Фирдоуси создал модель, которой следовали другие поэты в последующие века.

##### Закавказская школа
Некоторые исследователи литературы (Ян Рыпка) выделяют закавказскую школу, которую иначе называют азербайджанской (территориально), тебризской или ширванской школой персидской поэзии или же арранским стилем. Она является наследницей хорасанского стиля, первым значительным представителем которой, был досельджукский поэт Катран Тебризи (умер в 1072 г.), который писал на западноперсидском диалекте (отличавшемся от литературного хорасанского диалекта). Катран Тебризи служил местным принцам, включая правителей Гянджи из курдской династии Шаддадидов, и поэтому его манера выражения мыслей и стиль были характерными для домонгольского иранского языка азери.
Сохранились также сведения, что в начале IX в. Мухаммед ибн Баис (перс. محمدبن‌بعیث‎) (Muhammad ibn Ba’ith) — арабский правитель Маранда в период Аббасидского халифата в 849—850 гг. должен был быть обезглавлен по приказу халифа Аль-Мутавакиля (Al-Mutawakkil). Однако будучи доставлен по дворец, ибн Ба’ит начал читать стихи на арабском языке и поразил Аль-Мутавакиля своим поэтическим даром до такой степени, что тот отменил приказ и заменил смертную казнь на тюремное заключение. По свидетельству Аль-Табари, Ибн Ба’ит был в значительной степени иранизирован, и шейхи Мараги восхваляли его храбрость и литературные способности, цитируя его персидские стихи, что свидетельствует о существовании на северо-западе Персии поэзии на персидском языке в начале IX в.

.

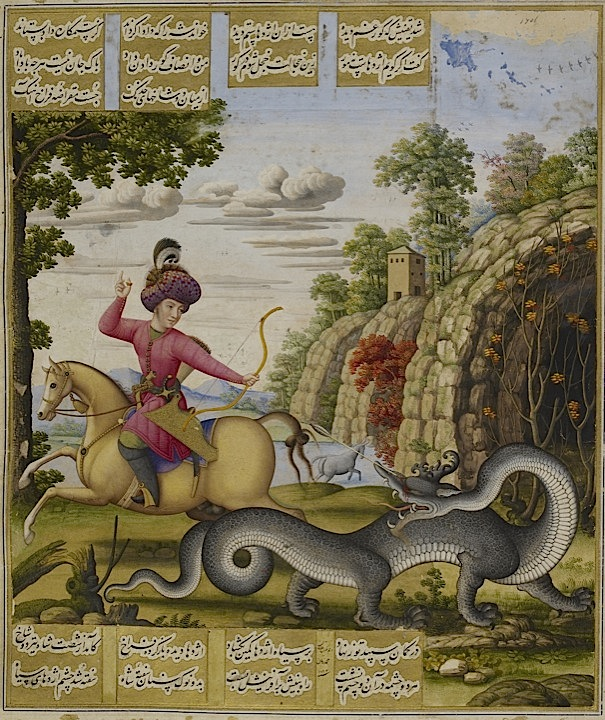
Мухаммад Заман. Бахрам Гур убивает дракона. Иллюстрация к поэме «Семь красавиц» Низами Гянджеви. 1675 год. Британская библиотека, Лондон

Среди значительных поэтов этой школы следует отметить Низами Гянджеви, Хагани Ширвани и Фалаки Ширвани. Сильный характер Низами его социальная чуткость и поэтический гений соединились с богатым персидским культурным наследием для создания нового стандарта литературно-художественных достижений. Хагани Ширвани отличался своим чрезвычайно богатым воображением, вызванным и указывающим на широкий диапазон областей знания, будучи маньеристом даже в большей степени, чем другие персидские поэты-классики, как в способе, как он впитывает и трансформирует поэзию своих предшественников, так и в его любви к парадоксу. Следует также подчеркнуть широкое распространение поэзии в регионе, о чём свидетельствует тот факт, что только в антологии «Ноузхат аль-Маджалес» собраны произведения 115 поэтов из северо-западной части средневековой Персии (включая Арран, Ширван и Иранский Азербайджан). Количество менее известных персидских поэтов из одной только Гянджи превышает не менее, чем две дюжины. 
Произведения поэтов этой школы отличаются сложностью языка и композиционной техники, оригинальностью и многообразием тем, присутствием персидских архаизмов и, в то же время, большим объёмом заимствований из арабского языка; влиянием северо-западного языка пехлеви, широко распространенным использованием повседневных выражений и идиом, а также наличием большого количества новых понятий и терминов. Произведения поэтов этой школы также отличаются обилием христианских образов и символов, цитатами из Библии и другими выражениями, вдохновленными христианскими книгами и источниками, причем с такой частотой, что восприятие произведений Хагани Ширвани и Низами Гянджеви почти невозможно без тщательного знания христианской религии. Вместе с тем, все эти стилистические особенности сближают их с хорасанским стилем. При этом наблюдается полное отсутствие восточноиранских слов и оборотов, типичных для хорасанского стиля. Также, в отличие от последнего, отдававалось предпочтение мистицизму.
Найденные недавно рукописи (например, антология «Ноузхат аль-Маджалес») и исследования последних лет показали, что в регионе существовала общая иранская культура, основанная на едином варианте среднеиранского языка (пехлеви). Профессор Амин Рияхи считает антологию полным отражением иранской культуры таких провинций Персии того времени как Арран, Ширван и Азербайджан. Он отмечает, что историк Ат-Табари упоминает Мухаммада ибн Баиса, первого поэта, который писал на фехлевийском иначе западно-персидском (азари) местном диалекте (района Фахла/Пахла) среднеперсидского языка (пехлеви) и жил в Мараге/Маранд иранской провинции Азербайджан, чьи предки мигрировали из Аравии за два поколения до его рождения. Профессор Амин Рияхи уверен, что в отличие от того, что предполагают некоторые писатели советской эпохи (а также их последователи), антология «Ноузхат аль-Маджалес» доказывает, что в регионе (провинции Персии Азербайджан) существовала общая иранская культура, основанная на едином варианте среднеиранского языка (пехлеви) и арранском диалекте фарси, которая способствовала иранизации Ширваншахов, имевших арабское происхождение, распространение иранской культуры и сменяющих друг друга правителей региона. Анатолий Новосельцев отмечает, что до XIV века ираноязычное население региона связывалось единой культурой, этническим самосознанием и языком.
Географическая близость территорий, подвластных Ильдегизидам, и территорий, подвластных ширваншахам, способствовала перемещению интеллектуалов и поэтов того времени из двора одного властителя в число придворных другого. Также возможно говорить об определённом сходстве вдохновляющих идей и стилей между поэтами, родившимися и получившими образование в этих областях, применительно к определению их, как относящихся к азербайджанской школе персидской поэзии.
Несмотря на перечисленные особенности, характерные для творчества поэтов — представителей этой школы персидской поэзии, центростремительная тенденция очевидна в единстве персидской литературы, начиная с языка и содержания, а также в смысле гражданского единства. Как пишет Ян Рыпка, даже кавказец Низами, хотя и живущий на дальней периферии, не демонстрирует иной дух и обращается к Ирану, как к «Сердцу мира».
Однако, изменение языка и культуры в регионе привели к тому, что наследие персидской литературы почти полностью было утрачено.

##### Иракский стиль
Персидская поэзия XIII века характеризуется господством лирической поэзии с соответствующим развитием газели в основную стихотворную форму, а также подъёмом мистической и суфийской поэзии. Это направление часто называют иракским стилем или иракской школой персидской поэзии (по названию западных провинций Ирана, которые были известны как Арак-и Аджам или Персидский Ирак. Это устаревший термин, который употреблялся для обозначения центрального региона Персии/Ирана, включая территории, на которых располагаются такие города как Исфахан, Рай, Казвин и Кашан). Для него характерны эмоциональная лиричность, богатство стихотворных метров и сравнительная простота языка. Эмоциональная романтическая поэзия не была чем-то новым, как показывают такие произведения как «Вис и Рамин» Фахраддина Гургани и «Юсуф и Зулейха» Амака Бухари. Такие поэты, как Санаи и Аттар, которые вдохновили Руми, а также Хагани Ширвани, Анвари и Низами Гянджеви были чрезвычайно уважаемыми поэтами, слагавшими газели. Тем не менее, лучшими представителями этой школы являются Руми, Саади и Хафиз Ширази.
Учитывая традицию персидской любовной лирики эпохи династии Сафавидов, персидский историк Эхсан Яршатер отмечает:
«Как правило, в качестве предмета любви выступает не женщина, а молодой мужчина. В период начала распространения ислама в результате набегов в Центральную Азию было много молодых рабов. Рабов также покупали или получали в дар. Рабы вынуждены были служить пажами при дворе или в доме у зажиточных и влиятельных людей, или же солдатами и телохранителями. Молодые мужчины, независимо от того были ли они рабами или нет, подавали вино на банкетах и приёмах, а более талантливые среди них могли исполнять музыку и поддерживали утонченную беседу. Любовь к молодым пажам, солдатам или новичкам в ремеслах и профессиях стала причиной лирических дополнений к панегирикам на начальном этапе развития персидской поэзии и предметом посвящения газелей».
Среди произведений, написанных в дидактическом жанре персидской поэзии, можно отметить «Сад правды» Санаи, а также «Сокровищницу тайн» Низами Гянджеви. Некоторые произведения Аттара также относятся к этому жанру, так же как основные произведения Руми, хотя некоторые авторы относят эти произведения к лирической поэзии в виду их мистицизма и эмоциональности. Кроме того, некоторые авторы склонны относить к этому стилю написанные в этом жанре произведения Насира Хосрова. Однако подлинной вершиной среди произведений этого жанра является один из шедевров персидской литературы поэтический трактат «Бустâн» («Плодовый сад») Саади, в котором в поэтической форме изложена суфийская философия и этика, подкрепляемая занимательными притчами и рассказами.

##### Исфаханский стиль
После XV в. в персидской поэзии стал превалировать так называемый индийский стиль, который также называют исфаханским или сафавийским стилем. Корни этого стиля уходят в периоды правления династии Тимуридов. В этот период творили Амир Хосров Дехлеви (1253—1325) и Нанд Лал Гойя (1633—1713).
Самой популярным произведением Амира Хосрова Дехлеви является его поэма — дастан Восемь райских садов (1301), написанная на языке фарси. Это последняя часть его цикла поэм «Пятёрица» («Хамсе»). Как и весь цикл, представляет собой ответ (назире) на творчество Низами (в данном случае — на поэму «Семь красавиц»).

##### Галерея

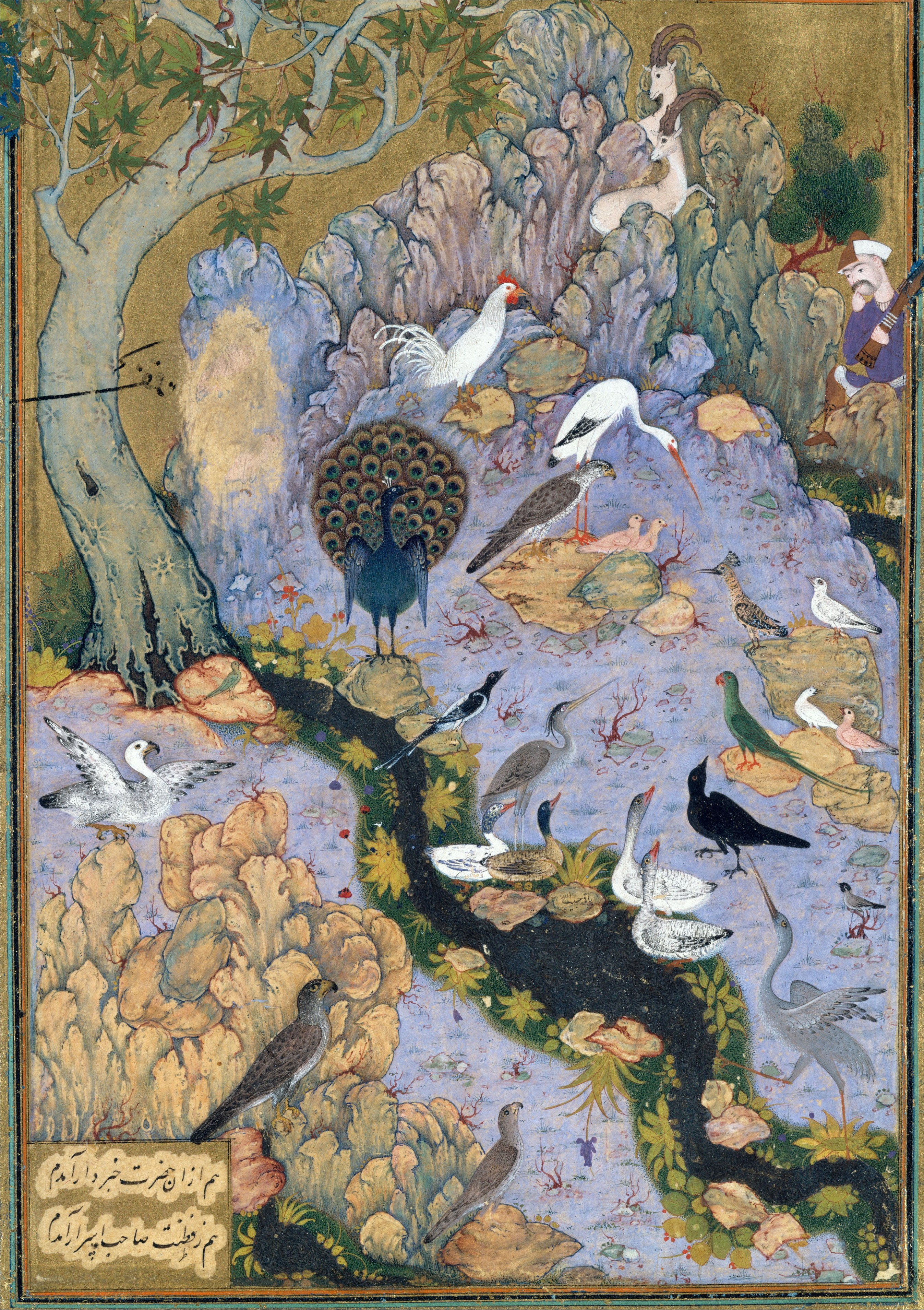
Иллюстрация к популярной суфийской поэме «Собрание птиц» Аттара.
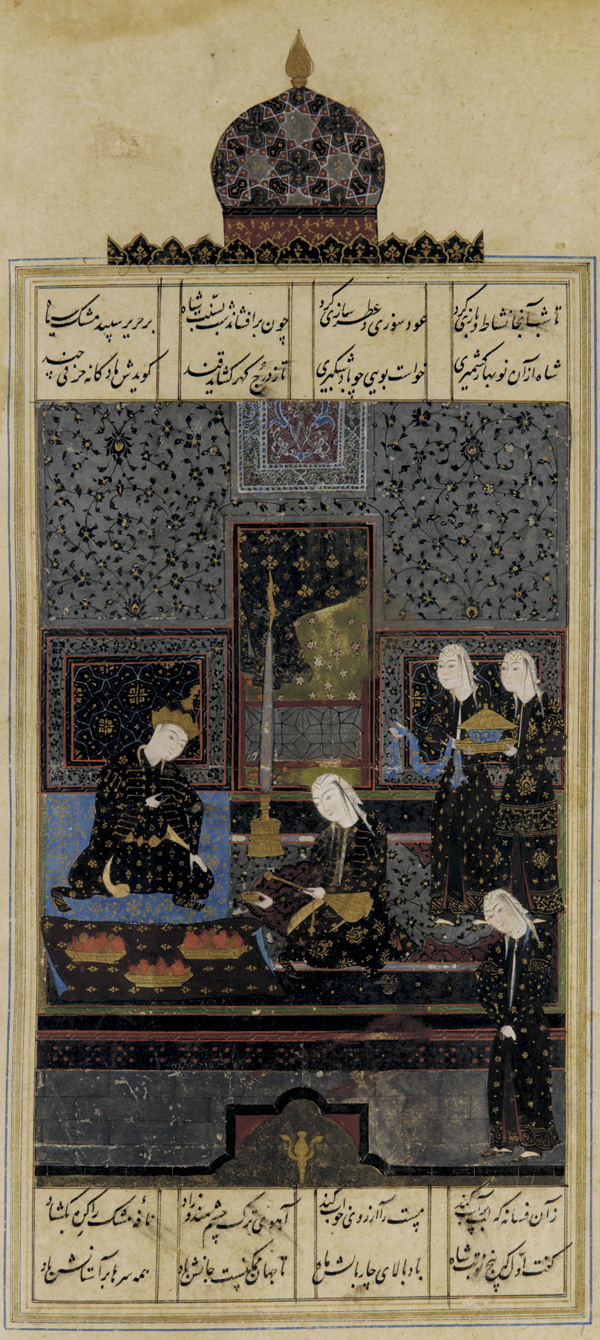
Бахрам V и индийская принцесса. Иллюстрация в книге Низами Гянджеви Хамсе.
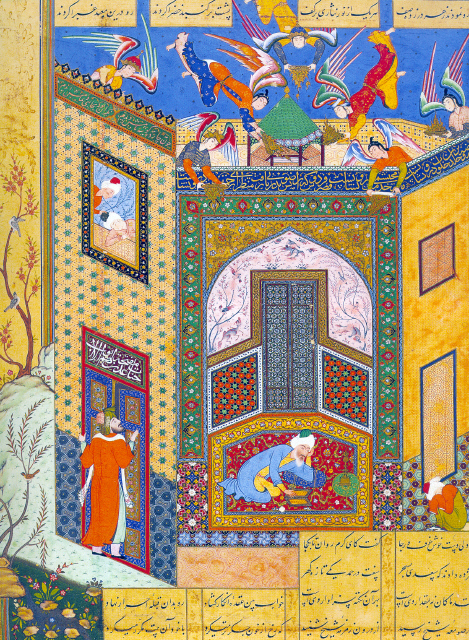
Иллюстрация к поэме Джами Розовый сад, 1553.
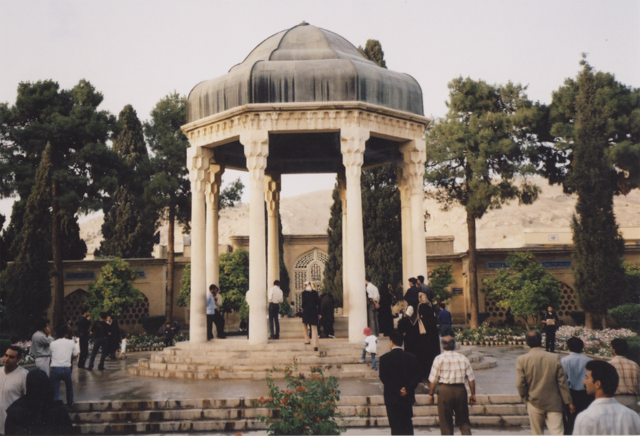
Мавзолей Хафиза в Ширазе — городе поэтов.

#### Проза

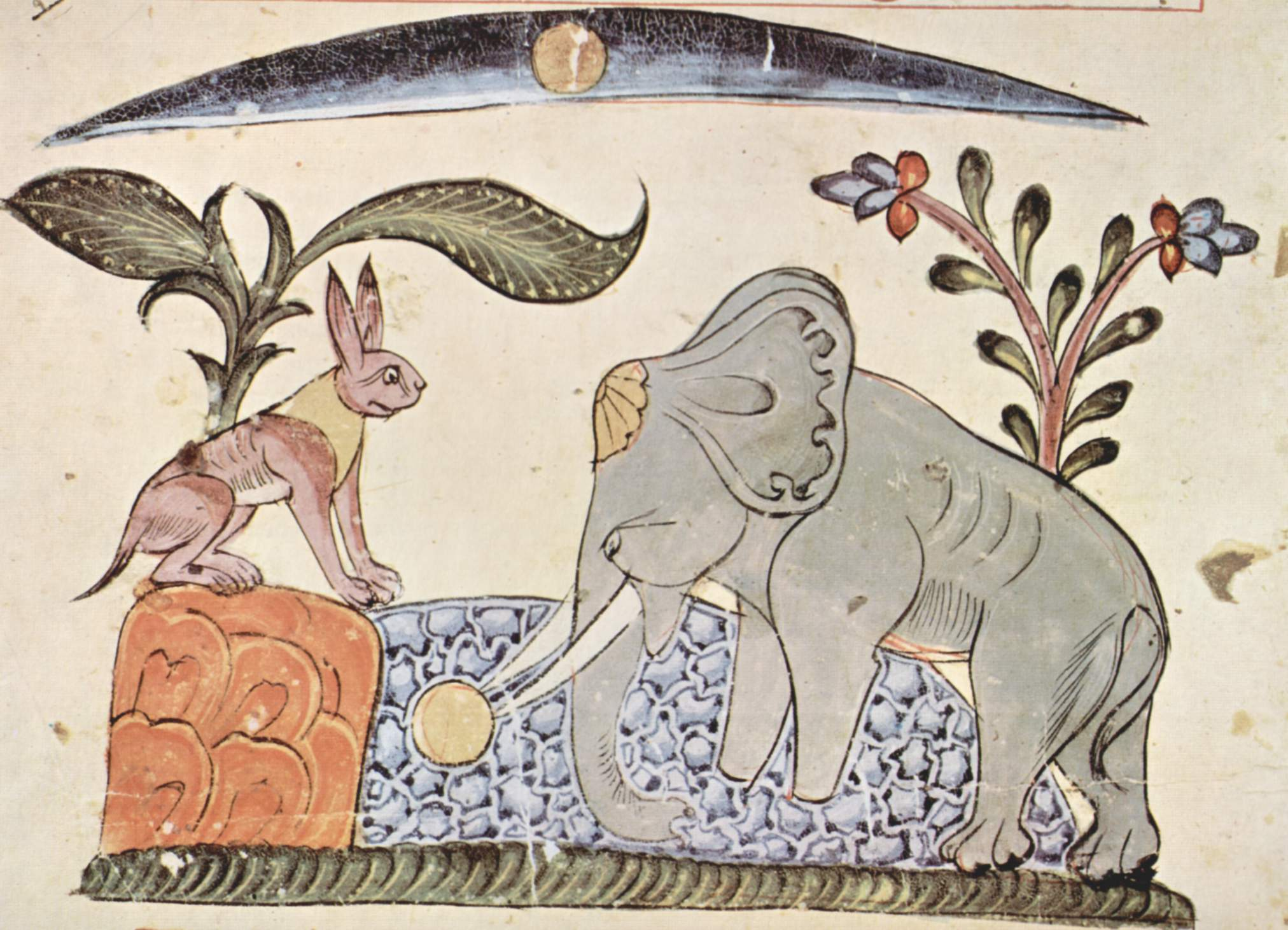
Заяц, царь слонов и отражение луны в ручье. Сирийская иллюстрация к «Калиле и Димне», 1354.

Одним из наиболее значительных прозаических произведений средневековой персидской литературы являются «Четыре беседы» Низами Арузи. В предисловии к книге Низами Арузи рассматривает вопросы, связанные с естественными науками, эпистемологией и политикой. В книге развивается концепция царствования и царской власти в древней Персии, которая выражена посредством мусульманской терминологии. На его представления о классах в обществе большое воздействие оказали концепции древнегреческих авторов, особенно Платона. «Четыре беседы» были переведены на английский, французский, русский, итальянский, шведский и др. языки.
Среди прозаических произведений средневековой персидской литературы особое место занимает сборник персидских анекдотов XIII века «Джавами уль-Хикайат» Захириддина Насра Мухаммада (1171—124سدید الدین محمد عوفی) (2). Книга переиздавалась бесчисленное количество раз. Наиболее раннее сохранившееся издание датируется 1232 г. и хранится в Национальная библиотека Франции.
Почётное место в персидской литературе занимает прозаическое произведение Кабус-Наме («Зеркало принцессы»), написанное около 1080 г. Амиром Кабусом (Amir Unsur al-Mo’ali Keikavus ibn Iskandar ibn Qabus ibn Wushmgir ibn al-Ziyar) (ум. в 1012 г.) — правителем Персии из династии Зияридов, который был также известен как Принц Горгана. В книге рассказывается о жизни деда Кабуса Шамса аль-Моали Аболь-хасана Габуса ибн Вушмгира. Самая ранняя сохранившаяся копия датируется 1349 г. и хранится в библиотеке Иранский национальный музей Малика в Тегеране.
Перевод «Кабус нама» на турецкий был сделан в 1450 г. Марджумаком ибн Ильяслм по поручению Султана Мурада II (хранится в Библиотеке Фатих (Fatih Library) в Стмбуле). В 1811 г. с турецкого «Кабус нама» была переведена на немецкий Хенрихом Фредериком вон Дицом (Heinrich Friedrich von Diez) и вдохновила Гёте на создание Восточного дивана. «Кабус нама» была также переведена на английский, французский, японский, русский и арабский языки.
Перу знаменитого персидского визиря Низама аль-Мулька принадлежит трактат Сиасет-намэ. Книга разделена на 50 глав, в которых рассказывается о религии, политике и управлении государством. Низам дает в трактате наставления и советы правителям и рассказывает о «роли солдат, полиции, шпионов и чиновников».
К прозаическим произведениям относится знаменитая Калиле и Димне, которая является переводом с пехлеви на арабский язык, сделанным в VIII в. персидским писателем Ибн-эль-Мокаффой (ум. в 759 г.) сборника индийских народных басен Панчатантра, написанных в стихах и прозе. Она представляет интерес, как собрание персидских пословиц и поговорок. Первый известный науке перевод (на пехлеви) был выполнен около 570 г. в Иране по указу сасанидского царя Хосрова I, но до наших дней он не сохранился. В середине VIII в. появился перевод Ибн-эль-Мокаффы, который был озаглавлен «Калила и Димна» (перс. کلیله و دمنه‎, араб.  كليلة و دمنة‎ по именам животных-рассказчиков), и считается первым шедевром в арабской «художественной прозе».

#### Сказки
«Тысяча и одна ночь» (перс. هزار و یک شب‎) — собрание средневековых сказок и новелл, рассказанных царицей Шахерезадой (перс. شهرزاد‎) своему злобному супругу персидскому царю из династии Сасанидов Шахрияру, чтобы оттянуть время своей казни. Отдельные истории «Тысячи и одной ночи» были созданы в течение нескольких веков различными людьми, жившими в разных странах. Ядро этого собрания историй составляет книга «Тысяча мифов» (Hazār Afsānah перс. هزار افسانه‎), которая является сборником старинных индийских и персидских народных сказок. Исследователи считают, что большинство историй существовало уже в VIII века в период правления Аббасидского халифа Харуна аль-Рашида, а рассказ о Шахерезаде появился в XIV в.